# El Lindero, Querétaro Arteaga
El Lindero är en ort i Mexiko.   Den ligger i kommunen Peñamiller och delstaten Querétaro Arteaga, i den centrala delen av landet, 200 km norr om huvudstaden Mexico City. El Lindero ligger 1 478 meter över havet och antalet invånare är 168.
Terrängen runt El Lindero är huvudsakligen kuperad. El Lindero ligger nere i en dal. Runt El Lindero är det ganska glesbefolkat, med 24 invånare per kvadratkilometer. Närmaste större samhälle är Villa Emiliano Zapata, 10,3 km sydost om El Lindero. Trakten runt El Lindero består i huvudsak av gräsmarker.